# محمدصادق اخوان
محمدصادق اخوان (زاده ۱۳۳۹ در قم - درگذشته ۲ مهر ۱۳۹۴ در منا) از روحانیون شیعه اهل ایران و از قربانیان فاجعه منا بود.
وی معاونت برنامه‌ریزی و نظارت مرکز امور شوراهای حل اختلاف قوه قضائیه ، قائم مقام سازمان تبلیغات اسلامی استان تهران و مسئول دفتر نمایندگی ولی فقیه در سپاه پاسداران انقلاب اسلامی استان گیلان را به عهده داشت.
پس از وقوع فاجعه منا ۱۳۹۴ ، وی جزء مفقودان حادثه بود و سرانجام ۴ ماه بعد پیکرش شناسایی و به ایران منتقل شد. پیکر او پس از تشییع در تهران به قم منتقل و در حرم فاطمه معصومه دفن شد.